# Ilarvirus
Ilarvirus é um gênero de vírus de RNA de fita positiva da família Bromoviridae . As plantas servem como hospedeiros naturais. Existem 22 espécies neste gênero.

## Estrutura
Os vírus do gênero Ilarvirus são não envelopados, com geometrias icosaédricas e quase esféricas e simetria T=3. O diâmetro é de cerca de 29 nm. Os genomas são lineares e têm três segmentos.

## Ciclo da vida
A replicação viral é citoplasmática e lisogênica. A entrada na célula hospedeira é conseguida pela penetração na célula hospedeira. A replicação segue o modelo de replicação do vírus de RNA de fita positiva no citoplasma. A transcrição de vírus de RNA de fita positiva, usando o modelo de iniciação interna da transcrição de RNA subgenômico é o método de transcrição. O vírus sai da célula hospedeira por movimento viral guiado por túbulos. As plantas servem como hospedeiros naturais. As vias de transmissão são a inoculação mecânica por insetos e o contato planta a planta.

## Taxonomia
As seguintes espécies são atribuídas ao gênero: 
- Ageratum latent virus
- American plum line pattern virus
- Apple mosaic virus
- Asparagus virus 2
- Blackberry chlorotic ringspot virus
- Blueberry shock virus
- Citrus leaf rugose virus
- Citrus variegation virus
- Elm mottle virus
- Fragaria chiloensis latent virus
- Humulus japonicus latent virus
- Lilac leaf chlorosis virus
- Lilac ring mottle virus
- Parietaria mottle virus
- Privet ringspot virus
- Prune dwarf virus
- Prunus necrotic ringspot virus
- Spinach latent virus
- Strawberry necrotic shock virus
- Tobacco streak virus
- Tomato necrotic streak virus
- Tulare apple mosaic virus